# 籾摺騒動
籾摺騒動（もみすりそうどう）とは、江戸時代に宇都宮藩で起きた百姓一揆である。

## 概要
寛延4年（1751年）に宇都宮城主の松平忠祇が財政難のため「上納米は籾1升6合摺の割合で納入すべし」と百姓に命令した。それに対し百姓たちは「代々の領主は年貢は5合摺だった」との嘆願書を出した。さらに、城に出入りする商人数名にも「役人に頼んでほしい」と繰り返し訴えるが効果がなかった。
宝暦3年（1753年）9月13日に領内の百姓約45,000人が八幡山に集結。打ちこわしを開始した。城の役人が非常召集され、大目付の松野源太夫が百姓たちに事情を聞き、場を収めた。しかし翌14日も暴動が起きる。15日に平定された。16日に隠し目付により指導者4人が捕らえられ拷問を受けた。白状したことにより多数の首謀者が捕らえられた。だが、御田長島村（現・宇都宮市御田長島町）の庄屋である鈴木源之丞だけが捕まえられなかった。9月下旬に小頭たちが源之丞を発見したが、抵抗され撤退する。源之丞は危険を感じたため妻のキミを離縁しようとしたが、「運命をともにする」と言われた。翌日の明け方に寝込みを襲われたが抵抗はしなかった。この後に百姓の願いは認められた。しかし10月19日に鈴木源之丞と水沼亀右衛門（上平出村庄屋後見）と増淵六平（小左衛門〈今泉〉新田庄屋）が市中引き回し・打ち首にされ、篠崎太郎左衛門（羽牛田村）が水牢、山崎嘉七（御田村）が追放の刑に処せられた。
源之丞は法名を「義徳院宇領済源居士」と付けられ「喜国源之丞大明神」にまつられた。亀右衛門は平出雷電神社にまつられた。宇都宮市御田長島町に六角の大谷石が建っているが、何も記されていない。罪人の墓は建てることができなかったため、村人が藪の中に隠して建立した供養塔である。
宝暦7年（1757年）・明和元年（1764年）・明和3年（1766年）に宇都宮で大洪水が起き、人々に「源之丞洪水」と呼ばれた。